# Mond (album)
Mond – siódmy album niemieckiego zespołu blackmetalowego Lunar Aurora, wydany 30 września 2005 roku za pośrednictwem wytwórni Cold Dimensions oraz Deviant Records. Wydawnictwo limitowane jest do 287 kopii, z czego 87 pierwszych na czystym winylu, a pozostałe 200 na czarnym. W 2007 roku wydana została reedycja, tym razem nośnikiem była płyta CD, a wytwórnią Mercenary Musik.

## Lista utworów
1. "Groll" – 0:58
2. "Aufgewacht" – 7:04
3. "Rastlos" – 6:15
4. "Schwarze Winde" – 9:08
5. "Heimkehr" – 8:18
6. "Welk" – 4:49
7. "Grimm" – 10:10

## Twórcy
- Aran - gitara elektryczna, wokale
- Whyrhd - gitara elektryczna, wokale
- Sindar - gitara basowa, keyboard, wokale